# Andréi Krasnov
Andréi Nikoláyevich Krasnov (translitera del ruso Андре́й Никола́евич Красно́в (27 de octubrejul./ 8 de noviembre de 1862greg., San Petersburgo - 19 de diciembre de 1914jul./ 1 de enero de 1915greg., ibíd.) fue un botánico, fitogeógrafo, explorador ruso, alumno también del geógrafo Vasili Dokucháyev.
En 1889 creó el "Departamento de Geografía Física y Antropogeografía" de la Universidad Járkov.
Como señaló Vernadski

Krasnov, no sólo fue un científico natural, fue un artista, sintió profundamente la belleza de la naturaleza en su trabajo científico, ese elemento subjetivo fue nominado en primer lugar, a menudo a expensas de las demandas que se colocan en la ciencia de cada transmisión hecha por los científicos y que son necesarias para órgano colegiado de los hechos científicos.

## Algunas publicaciones
- 1888. Опыт истории развития флоры южной части Восточного Тянь-Шаня (Experimentos de la historia de la flora de la zona sur de Oriente Tien Shan). Зап. Рус. Ing. геогр. об-ва

- 1893. Рельеф, растительность и почвы Харьковской губернии (Topografía, vegetación y suelos de la provincia de Járkov). en línea en ruso

- 1894. Из поездки на Дальний Восток Азии: Заметки о растительности Явы, Японии и Сахалина (De viajes a la región de Asia Lejano Oriente: Notas sobre la vegetación de Java, el Japón y Sajalín). Zemlevedenie 1 ( 2): 59-88, T. 1, pp. 3. - pp. 70-30 en línea en ruso (enlace roto disponible en Internet Archive; véase el historial, la primera versión y la última).

- 1960. У подножия Гималаев: Индо-Гангская равнина; Деканское плоскогорье (A los pies del Himalaya: la llanura Indo-Ganges, Decán) . Хрестоматия по физической географии зарубежных стран. — М. Reader en la geografía física de los países extranjeros. - M

## Honores

### Epónimos
- (Apiaceae) Krasnovia Popov ex Schischk.[2]

- La abreviatura «Krasn.» se emplea para indicar a Andréi Krasnov como autoridad en la descripción y clasificación científica de los vegetales.[3]